# Primeira República Galega
A Primeira República Galega foi uma passagem de curta duração na historia da Galiza que durou algumas horas e teve lugar exatamente no decorrer do dia 27 de junho de 1931, um dia antes das eleições para as Cortes Constituintes da II República Espanhola, quando ativistas compostelanos como Pedro Campos Couceiro ou Alonso Ríos declararam que a solução para os problemas da Galiza não iriam cessar se integrando numa República Espanhola senão optando pela criação da I República Galega.

## Acontecimentos
Uma primeira proclamação teve lugar em Ourense na madrugada de 25 de junho de 1931, no fim de uma manifestação em protesto pela paralisação das obras da ferrovia Corunha-Ourense-Zamora, em que acabou sendo ocupada a Câmara Municipal, a partir da qual se ergueu uma bandeira da Galiza e foi proclamada publicamente a República Galega. Entretanto, o governador civil da província de Ourense e o Ministro da Governação Miguel Maura negaram oficialmente diante da imprensa que foi feita tal proclamação.

### Proclamação em Santiago
O contexto em que se enquadra esta declaração é tenso, com a recente vitoria republicana e a fuga do rei espanhol Afonso XIII. Portanto, a declaração de um Estado Galego veio propiciada por um ambiente de mal-estar gerado pelo caciquismo prevalecente e pela paralisação das obras da ferrovia, deixando sem trabalho 12.000 operários. Com tudo isso, na verdade só se deve entender esta declaração de independência como uma proclamação sem efeitos reais.
Em 27 de junho de 1931, Alonso Ríos é nomeado presidente da Junta Revolucionária da República Galega. Portanto, pode se falar desta declaração de independência como um dos primeiros exemplos reais de soberania nacional uma vez integrada por completo a Galiza na coroa castelhana.

### Movimento social
Foi Alonso Ríos, nomeado presidente da Junta Revolucionária da República Galega, e uma multidão que avançou em forma de protesto, para o Paço de Raxoi, e tomou as dependências municipais, estabelecendo o Estado Galego. Em Póvoa de Seabra foi realizada uma manifestação que passou por todas as ruas dirigindo-se ao Concelho, onde hastearam a bandeira galega. Em Santiago de Compostela, os adeptos à causa esperavam a insurreição das demais comarcas, mas o governo central prosseguiu com a obra da ferrovia, evitando que a insurreição se expandisse. O movimento perdeu força e a I República Galega chegou assim, ao seu fim.

## Legado e repercussão
Várias organizações de esquerda e defensoras da soberania nacional galega ainda celebram o 27 de junho, apesar da curta duração da república. A notícia teve repercussão na imprensa galega, espanhola e internacional], e foi comentada por John dos Passos para o diário Chicago Tribune.